# 里德马克地区阿贝恩多夫
里德马克地区阿贝恩多夫是奥地利上奥地利州乌尔法尔城郊县的一个市镇。总面积41平方公里，总人口3743人，人口密度91.3人/平方公里（2005年）。